# 성소부부고
《성소부부고》(惺所覆瓿藁)는 조선 중기의 문인인 성소(惺所) 허균이 편찬한 시문집이다. 총 26권 8책으로 구성되어 있다. 허균이 칩거 생활, 유배 생활을 하던 동안에 저술했던 시와 산문들을 모은 책으로서 시부(詩部), 부부(賦部), 문부(文部), 설부(說部) 4부로 나누어 정리했다.
부부고(覆瓿藁)는 "장독 뚜껑을 덮을 만한 보잘것없는 원고"라는 뜻을 갖고 있는데 이는 허균이 자신의 시문을 겸손하게 표현한 용어이다. 권수에 중국 명나라의 문인인 이정기(李廷機)가 만력제 계축년(癸丑年)에 쓴 시문(詩文)이 수록되어 있는 것으로 보아 1613년(명나라 만력(萬曆) 41년)에 편찬된 것으로 추정된다. 권미에는 이항복이 지은 〈성소잡고서〉(惺所雜稿序)가 수록되어 있다. 국립도서관본, 규장각본, 홍문관본, 연세대학본, 박종화본 등의 필사본이 전한다.

## 구성
- 시부(詩部, 1권 ~ 2권)
  - 1권: 〈정유조천록〉(丁酉朝天錄), 〈막부잡록〉(幕府雜錄), 〈무술서행록〉(戊戌西行錄), 〈좌막록〉(佐幕錄), 〈남궁고〉(南宮藁), 〈남정일록〉(南征日錄), 〈임인서행록〉(壬寅西行錄), 〈기성고〉(騎省藁), 〈태복고〉(太僕藁), 〈풍악기행〉(楓岳紀行), 〈명주잡저〉(溟州雜著), 별서(別書) 〈요산록〉(遼山錄) 수록
  - 2권: 〈광록고〉(光祿藁), 〈진주고〉(眞珠藁), 〈태관고〉(太官藁), 〈추관록〉(秋官錄), 〈병한잡술〉(病閑雜述), 〈궁사〉(宮詞), 〈화사영시〉(和思潁詩), 〈속몽시〉(續夢詩), 〈화백시〉(和白詩) 수록
  - 부록: 〈교산억기시〉(蛟山臆記詩) 수록
- 부부(賦部, 3권): 〈동정전〉(東征賦), 〈사구부〉(思舊賦), 〈죽루부〉(竹樓賦)를 포함한 9편의 부(賦), 〈훼벽사〉(毁璧辭), 〈화귀거래사〉(和歸去來辭)를 포함한 사(辭) 2편 수록
- 문부(文部, 4권 ~ 21권)
  - 4권 ~ 5권: 〈석주소고서〉(石洲小稿序), 〈고시선〉(古詩選), 〈당시선〉(唐詩選), 〈송오가시초〉(宋五家詩鈔), 〈명사가시선〉(明四家詩選) 서문, 〈청계집서〉(靑溪集序), 〈서변비로고〉(西邊備虜考), 〈황지천시권서〉(黃芝川詩卷序)를 포함한 21편의 서문(序文) 수록
  - 6권 ~ 7권: 〈애일당기〉(愛日堂記), 〈호서장서각기〉(湖墅藏書閣記), 〈사우재기〉(四友齋記)를 포함한 24편의 기(記) 수록
  - 8권: 허균이 지은 한문전(漢文傳) 5편(〈엄처사전〉(嚴處士傳), 〈손곡산인전〉(蓀谷山人傳), 〈장산인전〉(張山人傳), 〈장생전〉(蔣生傳), 〈남궁선생전〉(南宮先生傳)) 수록
  - 9권 ~ 10권: 이헌국(李憲國)·권필(權韠)·허욱(許頊)·성준구(成俊耈)·조위한(趙緯韓)에게 보낸 편지와 답장을 포함한 22편의 서(書) 수록
  - 11권: 〈학론〉(學論), 〈정론〉(政論), 〈관론〉(官論), 〈병론〉(兵論), 〈유재론〉(遺才論), 〈호민론〉(豪民論)을 포함한 12편의 논(論) 수록
  - 12권: 〈문설〉(文說), 〈시변〉(詩辨), 〈몽해〉(夢解), 〈대힐자〉(對詰者)를 포함한 3편의 설(說), 2편의 변(辨), 1편의 해(解), 4편의 잡문(雜文) 수록
  - 13권: 〈비점당음〉(批點唐音), 〈사가궁사〉(四家宮詞), 〈명척독〉(明尺牘), 〈구소문략〉(歐蘇文畧), 〈명시산보〉(明詩刪補), 〈사우총설〉(四友叢說), 〈사동방록〉(使東方錄), 〈온리염체〉(溫李艶體)를 포함한 17편의 제발(題跋, 발문(跋文)), 〈노자〉(老子)·〈열자〉(列子)·〈장자〉(莊子)·〈관자〉(管子)·〈한비자〉(韓非子)를 포함한 16편의 독(讀) 수록
  - 14권: 〈수잠〉(睡箴), 〈몽뢰사물명〉(夢賚四物銘), 〈성옹송〉(惺翁頌), 〈삼선생찬〉(三先生贊)을 포함한 3편의 잠(箴), 4편의 명(銘), 2편의 송(頌), 6편의 찬(贊) 수록
  - 15권: 이복남(李福男)·이춘영(李春英)에 관한 뇌사(誄辭), 이정(李楨)에 관한 애사(哀辭), 이헌국(李憲國)·심우승(沈友勝)에 관한 제문, 숙부인 김씨(淑夫人 金氏)에 관한 행장을 포함한 2편의 뢰(誄), 1편의 애사(哀辭), 10편의 제문(祭文), 1편의 행장(行狀) 수록
  - 16권: 관왕묘(關王廟)·동해용왕묘(東海龍王廟)·두솔원 미타전(兜率院 彌陀殿)의 비문, 최연(崔演)의 신도비명, 임수정(任守正)·이흥효(李興孝)의 묘갈명을 포함한 3편의 비문(碑文), 1편의 신도비명(神道碑銘), 2편의 묘갈명(墓碣銘) 수록
  - 17권: 박시형(朴始亨)·심장원(沈長源)의 묘표를 포함한 2편의 묘표(墓表), 윤계선(尹繼善)·신로(申櫓)·변흡(邊洽)의 묘지를 포함한 9편의 묘지(墓誌) 수록
  - 18권: 기행(紀行) 상(上) 수록
  - 19권: 기행(紀行) 하(下) 수록, 잡기(雜記) 수록
  - 20권: 척독(尺牘, 편지글) 상(上) 수록
  - 21권: 척독(尺牘, 편지글) 하(下) 수록
- 설부(說部, 22권 ~ 26권)
  - 22권: 〈성옹지소록〉(惺翁識小錄) 상(上) 수록
  - 23권: 〈성옹지소록〉(惺翁識小錄) 중(中) 수록
  - 24권: 〈성옹지소록〉(惺翁識小錄) 하(下) 수록
  - 25권: 〈성수시화〉(惺叟詩話) 수록
  - 26권: 〈도문대작〉(屠門大嚼) 수록
  - 부록: 〈한정록〉(閑情錄) 수록

## 주요 작품

### 1권
- 〈정유조천록〉(丁酉朝天錄): 허균이 1597년에 지은 작품들을 수록했다.
- 〈무술서행록〉(戊戌西行錄): 허균이 1598년에 지은 작품들을 수록했다.
- 〈남정일록〉(南征日錄): 1601년 시관(試官)으로 임명된 허균이 전라도를 방문하던 시기에 지은 작품들을 수록했다.
- 〈임인서행록〉(壬寅西行錄): 허균이 1602년에 지은 작품들을 수록했다.
- 〈기성고〉(騎省稿): 1602년 허균이 병조 정랑(兵曹 正郞, 정오품(正五品)에 해당하는 관직)으로 근무하던 시기에 지은 작품들을 수록했다.
- 〈태복고〉(太僕藁): 1602년 허균이 사복시정(司僕寺正)으로 근무하던 시기에 지은 작품들을 수록했다.
- 〈풍악기행〉(楓嶽紀行): 1603년 허균이 금강산을 여행하면서 지은 작품들을 수록했다.
- 〈요산록〉(遼山錄): 1604년 허균이 황해도 수안군수(遂安郡守)로 근무하던 시기에 지은 작품들을 수록했다.

### 2권
- 〈진주고〉(眞珠稿): 1607년 허균이 강원도 삼척부사(三陟府使)로 근무하던 시기에 지은 작품들을 수록했다.
- 〈태관고〉(太官稿): 일시적으로 관직에서 파면된 허균이 1607년에 내자시정(內資寺正)으로 복직하던 시기에 지은 작품들을 수록했다.
- 〈명주잡저〉(溟州雜著): 1603년 허균이 금강산 여행을 마치고 강원도 강릉 외가에서 4개월 동안 지내던 시기에 지은 작품들을 수록했다.

### 3권
- 〈동정부〉(東征賦): 1603년 허균이 사복시정에서 파직되어 금강산을 여행하기 위해 강원도 강릉에서 머무르던 시기에 지은 작품이다.
- 〈사구부〉(思舊賦): 1607년 강원도 삼척부사로 부임한 허균이 강릉을 지나가면서 느낀 소감을 담은 작품이다.
- 〈죽루부〉(竹樓賦): 허균이 강원도 삼척부사를 역임하던 시기에 삼척 죽서루에서 본 삼척의 경관과 감흥을 담은 작품이다.
- 〈훼벽사〉(毁璧辭): 허균이 자신의 누이인 허난설헌을 추모하기 위해 지은 작품이다.
- 〈화귀거래사〉(和歸去來辭): 도연명이 지은 《귀거래사》(歸去來辭)를 모티브로 해서 자신의 심회를 담은 작품이다.

### 4권 ~ 5권
- 〈석주소고서〉(石洲小稿序): 권필(權韠)이 지은 시고(詩稿)에 관한 서문이다.
- 〈고시선〉(古詩選), 〈당시선〉(唐詩選), 〈송오가시초〉(宋五家詩鈔), 〈명사가시선〉(明四家詩選) 서문: 허균이 옛 문헌에서 직접 선정하여 엮은 서문이다.
- 〈청계집서〉(靑溪集序): 양대박(梁大樸)이 지은 문집에 관한 서문이다.
- 〈서변비로고〉(西邊備虜考): 후금을 "서쪽 변방의 오랑캐"로 지목하고 후금의 조선 침공을 예상한 허균이 고려 시기에 건설된 사적, 산천(山川)의 정세, 관수(關守)의 험이(險易), 군사(軍士)·군량미(軍糧米)의 숫자를 기록한 서문이다.
- 〈황지천시권서〉(黃芝川詩卷序): 황정욱(黃廷彧)의 시권(詩卷)에 관한 서문이다.

### 6권 ~ 7권
- 〈호서장서각기〉(湖墅藏書閣記): 중국에서 구입한 서적들을 보관하기 위해 강원도 강릉에 장서각(藏書閣)을 건립한 허균이 지은 기문이다.
- 〈사우재기〉(四友齋記): 1611년 허균이 "도연명(陶淵明), 이백(李白), 소식(蘇軾)을 벗으로 삼는다"는 뜻에서 명명한 서재인 사우재(四友齋)를 건립하면서 자신의 불우한 처지를 비관한 기문이다.

### 8권
- 〈엄처사전〉(嚴處士傳): 강원도 강릉의 처사 엄충정(嚴忠貞)에 관한 일대기이다.
- 〈손곡산인전〉(蓀谷山人傳): 시인 손곡 이달(蓀谷 李達)에 관한 일대기이다.
- 〈장산인전〉(張山人傳): 3대에 걸쳐 양의(瘍醫, 외과 의사)로 근무한 산인 장한웅(山人 張漢雄)에 관한 일대기이다.
- 〈남궁선생전〉(南宮先生傳): 전라도 임피(臨陂)의 부호 남궁두(南宮斗)에 관한 일대기이다.
- 〈장생전〉(蔣生傳): 이인(異人) 장생(蔣生)에 관한 일대기이다.

### 9권 ~ 10권
- 〈이헌국(李憲國)·권필(權韠)·허욱(許頊)·성준구(成俊耈)·조위한(趙緯韓)에게 보낸 편지와 답장〉

### 11권
- 〈학론〉(學論): 학문의 목적과 진위를 논한 작품이다.
- 〈정론〉(政論), 〈관론〉(官論): 정치의 목적, 관직 제도를 논한 작품이다.
- 〈병론〉(兵論): 군사 제도를 정비하여 국방을 강화해야 한다는 논한 작품이다.
- 〈유재론〉(遺才論): 국가의 모순된 제도에 의한 인간 차별의 문제점을 지적하고 바람직한 인재 등용의 자세를 논한 작품이다.
- 〈호민론〉(豪民論): 백성을 항민(恒民), 원민(怨民), 호민(豪民)으로 나누면서 민심의 무서움을 논한 작품이다.

### 12권
- 〈문설〉(文說): 옛 문헌의 문체를 문답식으로 논한 작품이다.
- 〈시변〉(詩辯): 시(詩)가 갖추어야 할 덕목을 논한 작품이다.
- 〈몽해〉(夢解): 허균이 자신의 꿈 풀이를 논한 작품이다.
- 〈대힐자〉(對詰者): 허균이 자신을 비난하는 사람들에게 보내는 글로서 자신의 문장 수준이 진보했음을 밝히는 작품이다.

### 14권
- 〈수잠〉(睡箴): 잠에 대한 경계를 담은 작품이다.
- 〈몽뢰사물명〉(夢賚四物銘): 1611년 허균이 꿈 속에서 선조로부터 하사받은 서대(犀帶), 금대(金帶), 필탁(筆橐), 화(靴)를 소재로 한 작품이다.
- 〈성옹송〉(惺翁頌): 허균 자신의 고루하고 미련함을 칭송하는 작품이다.
- 〈삼선생찬〉(三先生贊): 허균이 추앙의 대상으로 삼았던 도연명, 이백, 소식의 그림과 글씨를 화가 이정(李楨), 서예가 한호(韓濩)에게 그리고 쓰도록 명령한 다음에 이들을 사모하기 위해 지은 작품이다.

### 15권
- 〈이복남에 관한 뇌사〉: 정유재란 시기에 전라도 남원에서 전사한 전라도 병마절도사 이복남(李福男)의 약력을 정리한 뇌사(誄辭)이다.
- 〈이춘영에 관한 뇌사〉: 이춘영(李春英)의 인품과 교유 관계 등을 정리한 뇌사이다.
- 〈이정에 관한 뇌사〉: 이정(李楨)의 인품과 교유 관계 등을 정리한 애사(哀辭)이다.
- 〈이헌국(李憲國)·심우승(沈友勝)에 대한 제문〉
- 〈숙부인 김씨(淑夫人 金氏, 허균의 첫째 아내)에 관한 행장〉

### 16권
- 〈관왕묘(關王廟)·동해용왕묘(東海龍王廟)·두솔원 미타전(兜率院 彌陀殿)의 비문〉
- 〈최연(崔演)의 신도비명〉
- 〈임수정(任守正, 허균의 친구)·이흥효(李興孝, 이정(李楨)의 조카이자 화가)의 묘갈명〉

### 17권
- 〈박시형(朴始亨)·심장원(沈長源)의 묘표〉
- 〈윤계선(尹繼善)·신로(申櫓)·변흡(邊洽)의 묘지〉

### 18권 ~ 19권
- 〈조관기행〉(漕官紀行): 1601년 전운 판관(轉運 判官)으로 부임한 허균이 삼창(三倉)에 가서 조운(漕運)을 감독하던 과정을 일기체로 기록한 기록이다.
- 〈서행기〉(西行紀): 1601년 원접사 이정구(李廷龜)의 종사관이 된 허균이 중국 사신 고천준(顧天埈), 최정건(崔廷健)을 맞이하던 과정을 날짜별로 기록한 기록이다.
- 〈병오기행〉(丙午紀行): 1606년 원접사 유근(柳根)의 종사관이 된 허균이 중국 사신 주지번(朱之蕃),  양유년(梁有年)을 맞이하던 과정을 날짜별로 기록한 기록이다.

### 20권 ~ 21권
- 〈유성룡(柳成龍)·이덕형(李德馨)·이항복(李恒福)·심희수(沈喜壽)·황정욱(黃廷彧)·윤근수(尹根壽)·유근(柳根)·이정구(李廷龜)·신흠(申欽)·최천건(崔天健)에게 보낸 편지와 답장〉

### 22권 ~ 26권
- 〈성옹지소록〉(惺翁識小錄): 전라도 함열(咸悅)로 유배된 허균이 한국의 유명 인물에 대한 일화, 한국의 문물 제도에 대한 자신의 견해를 정리한 책이다.
- 〈성수시화〉(惺叟詩話): 한국의 시화 96편에 대한 허균의 평설이 담긴 책이다.
- 〈도문대작〉(屠門大嚼): 전라도 함열(咸悅)로 유배된 허균이 팔도의 음식과 특산품을 소개한 책이다.